# Sotiris Ninis
Sotiris Ninis (grekiska: Σωτήρης Νίνης), född 3 april 1990 i Himara, Albanien, är en grekisk fotbollsspelare som spelar för Kifisia. Ninis gjorde redan vid en mycket ung ålder debut för det grekiska landslaget och gjorde dessutom mål i sin första match mot Cypern. Ninis rankades som en av de största talangerna i Europa. Ninis är en offensiv mittfältare och kan spela både centralt och på högerkanten.

## Klubbkarriär
Ninis kom till Panathinaikos ungdomsakademi 2004 från Apollon Smyrnis akademi. Under två år var han en viktig del av Panathinaikos ungdomslag och hans coacher trodde att han var Greklands nästa stora stjärna. Talangen gav honom ett 5-årskontrakt som han skrev under 22 december 2006 och bara 2 veckor senare togs han ut i truppen i matchen mot Egaleo. Väl där gjorde han en enastående debut och blev utsedd till omgångens MVP. Han blev den näst yngsta spelare någonsin att spela för Panathinaikos i ligan. I februari 2007 tackade han nej till att spela för Albaniens U21-lag. 18 februari såg Ninis till, genom ett mål och två assister, att Panathinaikos vann över rivalerna AEK Aten med 4-1. 6 juli skrev Ninis på ett proffskontrakt med Panathinaikos.
Säsongen 2007/2008 förstördes till stor del av skador och petningar. Efter att ha kommit in som inhoppare i premiären mot Olympiakos drabbades han av flera olika skador som höll honom borta från planen i 3 månader. Det spekulerades i att skadorna kom på grund av att han var för ung för att spela så många matcher på kort tid. Han blev åter tillgänglig för spel i december men ingick inte i Panathinaikos A-trupp resten av säsongen. Beslutet att låta Ninis stå utanför A-laget kritiserades av i princip alla Panathinaikos fans.
Säsongen 2008/2009 började bra för Ninis. Nya managern Henk ten Cate visade att han trodde på Ninis när han fick starta väldigt många matcher under försäsongen. Han tackade för förtroende genom att bland annat göra ett mål och tre assister mot Charleroi på endast en halvlek i Panathinaikos 5-1-seger. 11 augusti 2008 meddelades det att han hade utsetts till en av lagets kaptener tillsammans med Dimitrios Salpiggidis och Gilberto Silva. 23 september 2008 skrev Ninis under en förlängning av kontraktet som gällde till 2012, med en lägstabudklausul på €10 miljoner för utländska klubbar och €17 miljoner för alla klubbar i Grekland.
I februari 2010 gjorde Ninis sin karriärs kanske bästa match i Uefa Europa League mot Roma. Roma hade en bländande form och låg 2:a i Serie A efter Inter. Han spelade bra i första matchen som Panathinaikos vann med 3-2. I returen i Rom var Ninis enastående när han ordnade en straff som Djibril Cissé slog i nät, gjorde ett fantastiskt mål från 28 meter och på stopptid i första halvleken serverade han Cissé som än en gång inte hade några problem att göra mål. Efter de här matcherna hyllades han av bland annat Uefas officiella hemsida och många europeiska klubbar fick upp ögonen för honom, bland annat Manchester United.

## Landslaget

### Grekland U19
Ninis spelade i Greklands U19-lag i i EM i Österrike 2007, där han gjorde det oavgjorda målet mot Tyskland, assisterade till två andra och hjälpte Grekland att nå final. Ninis blev av Uefa uttagen i “U19-namn att notera”, där de tog ut turneringens 11 bästa spelare. Han blev uttagen som högermittfältare i 4-4-2-uppställningen, han fick även utmärkelsen som MVP.

### Grekland
Ninis blev uttagen till landslaget första gången 16 maj 2008 av managern Otto Rehhagel för matchen mot Cypern 19 maj 2008. I debuten dröjde det inte mer än fem minuter innan Ninis hade gjort sitt första landslagsmål. Det gjorde honom även till den yngsta målskytten i Greklands historia då han var 18 år och 46 dagar (han slog det tidigare rekordet med 244 dagar). Han blev även utsedd till matchens lirare. Han blev trots det inte uttagen till EM-truppen.
1 juni 2010 tog Otto Rehhagel ut truppen som skulle spela i VM 2010 i Sydafrika. Ninis kom med trots sin brist på rutin från landslagsspel och kom in som inhoppare i matcherna mot Nigeria och Argentina.
2 september 2011 gjorde Ninis det avgörande målet mot Israel i kvalet till EM 2012. Det målet gjorde att Grekland praktiskt taget blev klart för EM-spel.